# Alles glänzt
Alles glänzt ist das sechste Studioalbum der deutschen Punkband Feine Sahne Fischfilet. Es erschien am 12. Mai 2023 über das neu gegründete Label Plattenweg Tonträger, das eine Tochter der Warner Music Group ist.

## Hintergrund
2018 veröffentlichten Feine Sahne Fischfilet mit Sturm & Dreck ihr bislang erfolgreichstes Album noch über ihr altes Label Audiolith Records. Es erfolgte eine lange Promotionsphase mit zahlreichen Konzerten. Anfang 2020, noch vor Beginn der COVID-19-Pandemie, kündigte die Band eine längere, mindestens einjährige Pause an. Während der Covid-19-Pandemie schrieb Sänger Jan Gorkow, auch bekannt als „Monchie“ sein biografisches Buch Niemals satt, in dem er unter anderem seine Essstörung thematisierte und wie er über 60 Kilogramm abnahm. Um die Band blieb es auch nach Ablauf der einjährigen Pause ruhig. Später wurde bekannt, dass das Studio für das neue Album bereits für 2021 gebucht war, ebenso eine Tour für 2022. Auf Grund interner Probleme wurde dies jedoch verschoben.
Am 3. April 2022 wurde schließlich der Ausstieg der beiden Mitglieder Christoph Sell (Gitarre, Gesang, Songwriting) und Jacobus North (Trompete) verkündet wurde. Dies wurde mit künstlerischen und persönlichen Differenzen begründet. Kurz darauf wurde Hauke Segert als neues Bandmitglied an der Gitarre vorgestellt.
Ursprünglich war die Ankündigung eines neuen Albums während der Lesereise von Gorkow zu seinem Buch geplant. Auch ein Musikvideo war schon abgedreht und wartete auf seine Veröffentlichung. Doch kurz danach wurden über einen anonymen Blog mit flankierenden Twitter und Instagram-Auftritt unter dem Slogan und Hashtag „#keinermusstaetersein“, in Abwandlung des Bandspruchs „Niemand muss Bulle sein“ Vorwürfe der sexualisierten Gewalt und des sexuellen Missbrauchs insbesondere gegenüber Jan Gorkow geäußert. Jan Gorkow sagte zunächst seine Lesereise ab und auch das geplante Video wurde gestrichen. Eine Konkretisierung der Vorwürfe erfolgte nicht, jedoch äußerten sich die beiden ehemaligen Bandmitglieder North und Sell in den sozialen Medien ebenfalls zu den Vorwürfen, ohne konkret zu werden. Gorkow setzte seine Lesereise im Herbst fort. Am 6. Dezember 2022 wurde schließlich die Instagram- und Twitter-Seite vom Netz genommen, nachdem Feine Sahne Fischfilet ein Auskunftsersuchen bei Meta Platforms erwirkte, da das Landgericht Stralsund festgestellt hatte, das die Vorwürfe als Verleumdung und Beleidigung einzustufen seien.
Das Album wurde 2022 in den Waldstudios in Schmachtenhagen eingespielt. Produzent war Philipp „Philsen“ Hoppen. Schließlich wurde am 3. März 2023 mit Kiddies im Block die erste Single-Auskopplung des Albums mit begleitendem Musikvideo veröffentlicht und das Album offiziell angekündigt. Es folgte am 31. März 2023 Diese eine Liebe und am 5. Mai 2023 ein Video zu Wenn’s morgen vorbei ist. Das Album selbst erschien am 12. Mai 2023 über Plattenweg Tonträger als CD, LP und Download. Die Band hatte für das Album Audiolith verlassen und mit Unterstützung von Warner Music ihr eigenes Label Plattenweg Tonträger gegründet. Auch das Booking übernimmt seit dem Album KKT Berlin.
Die Release-Show fand einen Tag später im Schloss Broock in der Gemeinde Alt Tellin in Mecklenburg-Vorpommern statt.

## Albumcover und Titel
Das Albumcover zeigt ein aktuelles Bandfoto vor einer alten, etwas heruntergekommenen Garage mit Rollern und Fahrrädern. Der Titel ist als Persiflage zu verstehen und bezieht sich sowohl auf den Albumtitel Sturm & Dreck des Vorgängeralbums als auch auf die gesamtgesellschaftliche sowie persönliche Lage, wo es nach Aussage der Band nirgendwo glänze. Vielmehr gehe es um die glänzende Selbstdarstellung im Internet.

## Titelliste
1. Kiddies im Block – 3:46
2. Komm mit aufs Boot – 3:16
3. Diese eine Liebe – 3:59
4. Wenn’s morgen vorbei ist – 3:33
5. Gib mir mehr – 2:48
6. Wenn wir uns sehen – 4:21
7. Angst zu erfrieren – 2:52
8. Tut mir leid – 3:56
9. Irgendwann – 3:18
10. Pass auf mich auf – 2:16
11. Tage zusammen – 3:18
12. Freaks dieser Stadt – 3:52

## Musikstil und Texte
Musikalisch stellt das Album eine leichte Abkehr vom eher simplen, am Streetpunk orientierten Stil der ersten Alben, aber auch vom energetischen Punkrock der Vorgängeralben hin zum Indie-Rock dar. Zum Teil sind die Songs auch stärker am Pop orientiert. So finden sich vermehrt leisere Balladen auf dem Album. Auch weiterhin gibt es Ska-Punk-Elemente, wobei nun nur noch eine Trompete zu hören ist. Die Texte sind deutlich persönlicher und auch intimer gestaltet als auf den vorigen Alben. Die Stimme von Jan Gorkow hat sich nach Ansicht eines Kritikers zu einer „angenehmen Gesangsstimme“ mit sauberem Gesangsstil entwickelt.

### Kiddies im Block
Kiddies im Block, das Eröffnungslied des Albums, war auch gleichzeitig die erste Singleauskopplung. Es handelt von der Perspektivlosigkeit in der Heimat und enthält eine Anspielung auf den Film City of God.

### Komm mit aufs Boot
Komm mit aufs Boot stellt eine Liebeserklärung an die Ostsee dar. Musikalisch handelt es sich um reinen Ska-Punk.

### Diese eine Liebe
Diese eine Liebe war die zweite Singleauskopplung des Albums. Inhaltlich ist die Ballade eine Liebeserklärung an die Großeltern von Gorkow.

### Wenn’s morgen vorbei ist
Wenn’s morgen vorbei ist erschien am 5. März 2023 als dritte Singleauskopplung. Das Lied steht in der Tradition von Alles auf Rausch und Zurück in deiner Stadt. Es beschreibt die Lust und die Laune am Leben und kann als Partytrack angesehen werden.

### Gib mir mehr
Gib mir mehr handelt von der Essstörung und den "Hungerattacken" des Sängers Jan Gorkow, die er auch in seinem Buch Niemals satt thematisiert.

### Wenn wir uns sehen
Das Lied Wenn wir uns sehen wurde für Dariush Beigui, einen Freund der Band geschrieben, der in Italien bei der Seenotrettung Geflüchteter arbeitete und dem auf Grund dessen 20 Jahre Haft drohen. Das Lied ist sanft und melancholisch gehalten.

### Angst zu erfrieren
Angst zu erfrieren handelt von dem Druck, der auf der Band, aber auch insbesondere auf Jan Gorkow lastet. Er beschreibt die Gefahr, die das politische Engagement der Band mit sich bringt und die Angst vor Übergriffen. Erwähnt werden unter anderem die Todeslisten, auf denen die Band steht und thematisiert wird auch das Nägelkauen von Gorkow als Stressreaktion.

### Tut mir leid
Tut mir leid ist der textliche Einstand des neuen Gitarristen Hauke Segert, der auf dem Song erzählt, wie er zur Musik kam. Es ist zudem der einzige Song, bei dem er den Hauptanteil am Gesang hält.

### Irgendwann
Irgendwann ist eine weitere Ballade im Midtempo.

### Pass auf mich auf
Pass auf mich auf ist ein schneller Punkrocksong mit hymnischen Charakter.

### Tage zusammen
Tage zusammen handelt von den Kindern einer Exfreundin von Gorkow, zu denen er immer noch einen guten Draht hat. Musikalisch handelt es sich erneut um eine Ballade, jedoch mit einem verzerrten Gitarrenstakkato im Solo.

### Freaks dieser Stadt
Freaks dieser Stadt beschließt das Album mit einem etwas schnelleren Partylied, das Anleihen an die Beatsteaks und The Clash enthält.

## Rezeption

### Kritiken
Konstantin Nowotny konstatierte in der TAZ: „Das Album Alles glänzt ist ein Porträt einer Band, die sich für nichts und niemanden verstellen will, der es egal ist, dass ‚sich treu bleiben‘ und ‚sich wiederholen‘ zwei Einfahrten in denselben Ort sind. Vielleicht kann diese nordostdeutsche Band nicht anders, weil die Künstler immer vorgelebt haben, was sie singen, weil jede grobe Änderung einer Maskerade gleichkäme. Aber die Welt ist kein Binnenmeer. ‚Lass es immer so weitergehen‘, lautet einer der letzten Sätze auf dem Album – ein Wunsch im Rausch, den alle kennen. Genauso gut wie das Bedauern am Morgen danach.“
Auf SWR.de schrieb Philine Sauvageot: „Mit Alles glänzt erfindet sich die Band nicht neu. Aber sie hat sich weiterentwickelt: Ihre Texte sind reflektierter und weniger auf die Zwölf. Feine Sahne Fischfilet zeigen ihr freundliches Gesicht. Das hier ist im besten Sinne Antifaschismus, auf den sich alle einigen können müssten. Unaufgeregt, vielleicht sogar zu seicht. Von der Radikalität, mit der sie manche verbinden, ist jedenfalls nichts mehr zu spüren.“
Auf Laut.de schrieb Steffen Eggert: „Alles Glänzt ist ein mutiges Album. Die laut Verfassungsschutz einstig ‚gefährlichste Band Vorpommerns‘ ist mit rotzigem Punk groß und berühmt geworden. Ob der Wandel zum deutlich glatteren Indierock Bestand hat, bleibt abzuwarten.“ Er vergab vier von fünf Sternen.

### Charts und Chartplatzierungen
Das Album erreichte in der Veröffentlichungswoche, wie das Vorgängeralbum, Platz drei der deutschen Albumcharts und musste sich lediglich Blood & Glitter (Lord of the Lost) und dem Spitzenreiter Mr. Misunderstood (Reezy) geschlagen geben. Darüber hinaus belegte das Album im Juni 2023 Rang vier der deutschen Vinylcharts. Am Jahresende belegte das Album Rang 77 der deutschen Album-Jahrescharts sowie Rang 13 der Vinyl-Jahrescharts. In Österreich und der Schweiz kam das Album in der Veröffentlichungswoche auf Platz 14 beziehungsweise elf.
| ChartsChartplatzierungen | Höchstplatzierung | Wochen |
| ------------------------ | ----------------- | ------ |
| Deutschland (GfK)        | 3 (9 Wo.)         | 9      |
| Österreich (Ö3)          | 14 (1 Wo.)        | 1      |
| Schweiz (IFPI)           | 11 (2 Wo.)        | 2      |

| ChartsJahrescharts (2023) | Platzierung |
| ------------------------- | ----------- |
| Deutschland (GfK)         | 77          |